# Thailändische Fußballnationalmannschaft (U-19-Junioren)
Die Thailändische U-19-Fußballnationalmannschaft ist eine Auswahlmannschaft thailändischer Fußballspieler, die der Football Association of Thailand unterliegt. Da es derzeit keinen Kontinentalwettbewerb für diese Altersstufe innerhalb der Asian Football Confederation gibt, bestreitet die Auswahlmannschaft lediglich Freundschaftsspiele und dient somit als Vorstufe für Spieler von der U-20, der U-23 bzw. der A-Mannschaft.

## Geschichte
Vor Verschiebung der Altersstufe 2021, in deren Folge die U-19 zur U-20-Asienmeisterschaft verschoben wurde, gehörte die thailändische Juniorenauswahl seit der ersten Durchführung 1959 in den ersten Jahren zu den regelmäßigen Teilnehmern. Bei der Asienmeisterschaft 1962 gelang dabei der erste Titelgewinn, dem ein weiterer Triumph 1969 – nach einem 2:2-Unentschieden im Endspiel geteilt mit Birma – folgte. In den 1970er, 1980er und 1990er Jahren verpasste die Auswahlmannschaft öfters die Qualifikation für die Endrunde, gehörte aber ab Ende der 1990er Jahre wieder regelmäßig zu den Teilnehmern. Dabei kam sie aber selten über die Vorrunde hinaus.

## Teilnahme an U-19-Asienmeisterschaften
| - 1959: 5. Platz - 1960: Vorrunde - 1961: 3. Platz - 1962: Asienmeister - 1963: 3. Platz - 1964: Vorrunde - 1965: Vorrunde - 1966: 3. Platz - 1967: Viertelfinale - 1968: Zweite Runde - 1969: Asienmeister - 1970: Vorrunde - 1971: Vorrunde - 1972: 4. Platz | - 1973 Viertelfinale - 1974 4. Platz - 1975: nicht qualifiziert - 1976: 4. Platz - 1977: nicht qualifiziert - 1978: nicht qualifiziert - 1980: 4. Platz - 1982: nicht qualifiziert - 1985: 4. Platz - 1986: nicht qualifiziert - 1988: nicht qualifiziert - 1990: nicht qualifiziert - 1992: Vorrunde - 1994: nicht qualifiziert | - 1996: nicht qualifiziert - 1998: Vorrunde - 2000: Vorrunde - 2002: Vorrunde - 2004: Vorrunde - 2006: Vorrunde - 2008: Vorrunde - 2010: Vorrunde - 2012: Vorrunde - 2014: Viertelfinale - 2016: Vorrunde - 2018: Viertelfinale |